# 3-Heptanon
3-Heptanon (butil etil keton) sedmougljenični je keton. On je bezbojna tečnost "zelenog zadaha", i.e. voćnog mirisa. On se često koristi kao perfem/miris, kao rastvarač za celulozu, nitrocelulozu, ili vinil rezine, i kao sintetički gradivni blok u pripremi drugih organskih molekula.